# Puchar Cypru w piłce siatkowej mężczyzn (2022/2023)
Puchar Cypru w piłce siatkowej mężczyzn 2022/2023 – 49. edycja rozgrywek o siatkarski Puchar Cypru zorganizowana przez Cypryjski Związek Piłki Siatkowej. Zainaugurowana została 10 marca 2023 roku.
W rozgrywkach brało udział 8 drużyn grających w mistrzostwach Cypru kategorii A. Rozgrywki składały się z ćwierćfinałów, półfinałów oraz finału. We wszystkich rundach rywalizacja toczyła się systemem pucharowym, z tym że w ćwierćfinałach i półfinałach o awansie decydował dwumecz.
Finał odbył się w 31 marca 2023 roku w Centrum Sportowym Kition w Larnace. Po raz dziewiąty Puchar Cypru zdobyła Omonia Nikozja, która w finale pokonała Anorthosis Famagusta. MVP finału wybrany został Robinson Dvoranen.
Sponsorem tytularnym rozgrywek było przedsiębiorstwo OPAP. Rozgrywki poświęcone były pamięci Teodorosa Marku.

## System rozgrywek
Puchar Cypru w sezonie 2022/2023 składał się z ćwierćfinałów, półfinałów i finału. Nie był grany mecz o 3. miejsce. W rozgrywkach uczestniczyło 8 drużyn biorących udział w mistrzostwach Cypru kategorii A.
Rywalizacja toczyła się w systemie pucharowym. Przed ćwierćfinałami i półfinałami odbyło się losowanie wyłaniające pary. Losowanie ćwierćfinałów miało miejsce 22 lutego, natomiast półfinałów – 14 marca. W ćwierćfinałach i półfinałach w ramach pary rozgrywany był dwumecz. Za zwycięstwo 3:0 lub 3:1 drużyna otrzymywała 3 punkty, za zwycięstwo 3:2 – 2 punkty, za porażkę 2:3 – 1 punkt, natomiast za porażkę 1:3 lub 0:3 – 0 punktów. Jeżeli po rozegraniu dwumeczu obie drużyny zdobyły taką samą liczbę punktów, o awansie decydował tzw. złoty set grany do 15 punktów z dwoma punktami przewagi jednej z drużyn. Zwycięzcy półfinałów rozegrali jeden mecz finałowy.

## Drużyny uczestniczące
| Kategoria A (8 drużyn)      | Kategoria A (8 drużyn) |
| --------------------------- | ---------------------- |
| Anagennisi Derinia          | ćwierćfinał            |
| Anorthosis Famagusta        | finał                  |
| APOEL Nikozja               | półfinał               |
| Enosis Neon Paralimni       | ćwierćfinał            |
| Kuutio Homes Pafiakos Pafos | półfinał               |
| Nea Salamina Famagusta      | ćwierćfinał            |
| Olympias Frenaros           | ćwierćfinał            |
| Omonia Nikozja              | zwycięstwo             |

## Rozgrywki

### Ćwierćfinały
|  | Kuutio Homes Pafiakos Pafos | 6 – 0 | Anagennisi Derinia |  |

| 10.03.2023 20:00 (UTC+2) | Kuutio Homes Pafiakos Pafos | 3:0 (25:20, 25:21, 25:22) | Anagennisi Derinia | Centrum Sportowe Afroditi, Pafos Widzów: 50 Sędziowie: Dimitris Kukunis i Memnon Andorkas |

| 13.03.2023 20:00 (UTC+2) | Anagennisi Derinia | 0:3 (15:25, 16:25, 17:25) | Kuutio Homes Pafiakos Pafos | Hala sportowa, Derinia Widzów: 50 Sędziowie: Isaak Fluris i Konstandinos Stefanis |

|  | APOEL Nikozja | 6 – 0 | Olympias Frenaros |  |

| 10.03.2023 20:00 (UTC+2) | APOEL Nikozja | 3:0 (25:13, 25:19, 25:13) | Olympias Frenaros | Hala sportowa Lefkoteo, Engomi Widzów: 25 Sędziowie: Christos Mitrofanus i Nikolas Dziakuris |

| 13.03.2023 20:00 (UTC+2) | Olympias Frenaros | 0:3 (10:25, 7:25, 19:25) | APOEL Nikozja | Hala sportowa Liceum Foti Pita, Frenaros Widzów: 26 Sędziowie: Andreas Zorlis i Aleksandros Christoforu |

|  | Enosis Neon Paralimni | 6 – 0 | Anorthosis Famagusta |  |

| 10.03.2023 20:00 (UTC+2) | Enosis Neon Paralimni | 0:3 (23:25, 15:25, 21:25) | Anorthosis Famagusta | Miejska hala sportowa, Paralimni Widzów: 30 Sędziowie: Andreas Daniil i Maria Kokoni |

| 13.03.2023 20:00 (UTC+2) | Anorthosis Famagusta | 3:1 (25:20, 25:18, 24:26, 25:20) | Enosis Neon Paralimni | Centrum Sportowe Temistoklio, Kato Polemidia Widzów: 30 Sędziowie: Memnon Andorkas i Kiriakos Kojionis |

|  | Nea Salamina Famagusta | 1 – 5 | Omonia Nikozja |  |

| 10.03.2023 20:30 (UTC+2) | Nea Salamina Famagusta | 2:3 (22:25, 25:22, 32:30, 20:25, 10:15) | Omonia Nikozja | Centrum Sportowe Spiros Kiprianu, Limassol Widzów: 90 Sędziowie: Andreas Konstandinidis i Nikos Andoniu |

| 13.03.2023 20:00 (UTC+2) | Omonia Nikozja | 3:1 (19:25, 25:16, 25:23, 25:13) | Nea Salamina Famagusta | Hala Sportowa Tasos Papadopulos – Elefteria, Engomi Widzów: 153 Sędziowie: Andreas Daniil i Christos Maifosiis |

### Półfinały
|  | APOEL Nikozja | 3 – 3 | Anorthosis Famagusta |  |

| 17.03.2023 20:00 (UTC+2) | APOEL Nikozja | 3:0 (25:20, 25:21, 25:18) | Anorthosis Famagusta | Hala sportowa Lefkoteo, Engomi Widzów: 30 Sędziowie: Christos Maifosiis i Andreas Konstandinidis |

| 20.03.2023 20:00 (UTC+2) | Anorthosis Famagusta | 3:1 (22:25, 25:23, 25:21, 25:14) | APOEL Nikozja | Centrum Sportowe Temistoklio, Kato Polemidia Widzów: 450 Sędziowie: Isaak Fluris i Memnon Andorkas |

|  | Anorthosis Famagusta | złoty set: 15:8 | APOEL Nikozja |  |

|  | Omonia Nikozja | 5 – 1 | Kuutio Homes Pafiakos Pafos |  |

| 17.03.2023 20:00 (UTC+2) | Omonia Nikozja | 3:2 (25:19, 23:25, 25:19, 22:25, 15:10) | Kuutio Homes Pafiakos Pafos | Hala Sportowa Tasos Papadopulos – Elefteria, Engomi Widzów: 150 Sędziowie: Isaak Fluris i Dimitris Kukunis |

| 20.03.2023 20:00 (UTC+2) | Kuutio Homes Pafiakos Pafos | 0:3 (20:25, 19:25, 23:25) | Omonia Nikozja | Centrum Sportowe Afroditi, Pafos Widzów: 431 Sędziowie: Andreas Daniil i Andreas Konstandinidis |

### Finał
| 31.03.2023 20:30 (UTC+3) | Anorthosis Famagusta | 0:3 (19:25, 19:25, 17:25) | Omonia Nikozja | Centrum Sportowe Kition, Larnaka Widzów: 1700 Sędziowie: Christos Maifosiis i Andreas Daniil |